# Afluisterschandaal van News of the World

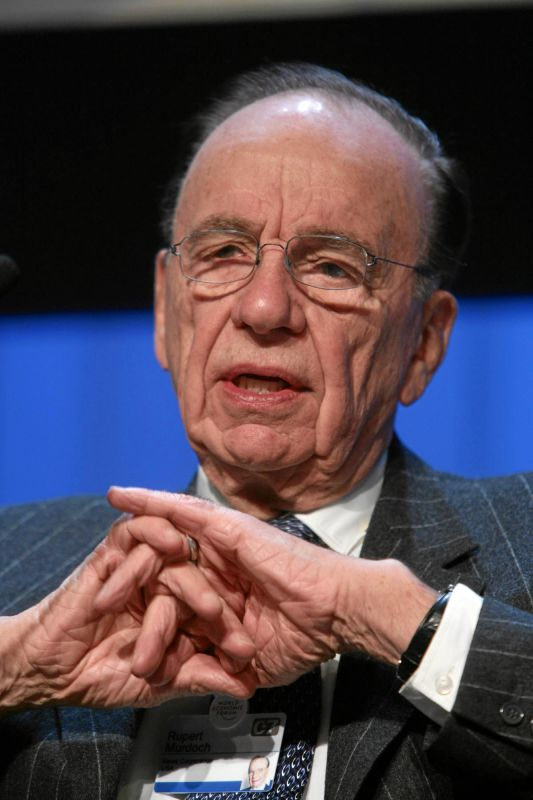
Rupert Murdoch

Het afluisterschandaal van News of the World was een schandaal in het Verenigd Koninkrijk dat aan het licht kwam in 2011. Naar aanleiding van deze affaire werd de krant News of the World stopgezet.

## Geschiedenis
In 2006 beschuldigde de Londense politie Clive Goodman, royalty-verslaggever van News of the World, en Glenn Mulcaire, privédetective, ervan voicemails van de hofhouding van het Britse koningshuis te hebben afgeluisterd. Beiden werden gevangengezet. Aantijgingen tegen News of the World inzake het afluisterschandaal kwamen steeds meer naar boven, zaken waarin journalisten en medewerkers van de krant de voicemails van publieke figuren, beroemdheden en politici onderschepten.
De Londense Metropolitan Police Service herstartte het onderzoek tegen de krant in februari 2011. Toentertijd waren er twintig civiele rechtszaken gaande tegen het schandaalblad. Advocaten van slachtoffers beweerden dat ten minste 7000 mensen werden afgeluisterd door de grootste krant van het Verenigd Koninkrijk en dat processen tegen het overkoepelende News Corporation al £ 40 miljoen (€ 44 miljoen) heeft gekost.
In juli 2011 kwamen nieuwe beschuldigingen aan het adres van de krant naar buiten. De krant zou de voicemail van de destijds vermiste en later vermoord teruggevonden Milly Dowler hebben gehackt. Ook van slachtoffers van de aanslagen op 7 juli 2005 en familieleden van overleden Britse soldaten werd de voicemail gehackt. Dit nieuws zorgde voor grote publieke woede in Groot-Brittannië. Adverteerders trokken zich terug en Murdochs overname van televisiestation BSkyB was in gevaar gebracht. Premier David Cameron zegde het parlement toe een onafhankelijk onderzoek te starten naar alle Britse roddelkranten en de zaak nader te onderzoeken. Als antwoord hierop zetten andere grote bedrijven hun advertenties in News of the World stop. Op 7 juli 2011 werd bekend dat deze affaire het einde betekende van News of the World.